# Lola Casademunt
Lola Casademunt (1931-30 de diciembre de 2024) fue una diseñadora y empresaria española.

## Biografía
A los cincuenta años fue la creadora de la marca de moda y accesorios femenina de origen familiar: Lola Casademunt, fundada en Cardedeu en 1981.
En 2024 la empresa estaba presente en veintiséis países. Ese mismo año diseñó camisetas solidarias para la Fundación Princesa de Girona.
Fue madre de cuatro hijos: Francesc, Pilar, Mar y Maite Gasso. A los diecinueve años comenzó a trabajar en la empresa la diseñadora y empresaria Maite Gassó, quien dirige la empresa.